# Delias caliban
Delias caliban is een vlindersoort uit de familie van de Pieridae (witjes), onderfamilie Pierinae.
Delias caliban werd in 1897 beschreven door Grose-Smith.